# Kučajna (gmina Kučevo)
Kučajna (cyr. Кучајна) – wieś w Serbii, w okręgu braniczewskim, w gminie Kučevo. W 2011 roku liczyła 386 mieszkańców.